# Virtus Eirene Ragusa 2018-2019
Questa voce raccoglie le informazioni riguardanti la Virtus Eirene Ragusa nelle competizioni ufficiali della stagione 2018-2019.

## Stagione
La stagione 2018-2019 è stata la sesta che la squadra, sponsorizzata Passalacqua Trasporti, ha disputato in Serie A1.

## Verdetti stagionali
Competizioni nazionali
- Serie A1: (31 partite)

stagione regolare: 3º posto su 11 squadre (16-4);
play-off: perde la serie finale contro Schio (1-3).
- Coppa Italia: (3 partite)

finale vinta contro Sesto San Giovanni (77-61).

## Roster
| Passalacqua Ragusa | Passalacqua Ragusa |
| Giocatrici         | Staff tecnico      |
| ------------------ | ------------------ |

| 3  | Italia (bandiera)                                 | PG | Nicole Romeo             | 1989 | 167 cm |  |  |
| 4  | Italia (bandiera)                                 | GA | Chiara Consolini (C)     | 1988 | 182 cm |  |  |
| 6  | Italia (bandiera)                                 | GA | Sabrina Cinili           | 1989 | 190 cm |  |  |
| 8  | Italia (bandiera)                                 | GA | Laura Gatti              | 2001 | 184 cm |  |  |
| 9  | Italia (bandiera)                                 | C  | Alessandra Formica       | 1993 | 190 cm |  |  |
| 10 | Italia (bandiera)                                 | AC | Giorgia Rimi             | 2000 | 185 cm |  |  |
| 11 | Italia (bandiera)                                 | G  | Beatrice Stroscio        | 2001 | 167 cm |  |  |
| 12 | Nuova Zelanda (bandiera) · Regno Unito (bandiera) | AC | Jillian Harmon           | 1987 | 186 cm |  |  |
| 14 | Romania (bandiera)                                | C  | Alina Crăciun            | 1993 | 192 cm |  |  |
| 15 | Italia (bandiera)                                 | P  | Angela Gianolla          | 1980 | 170 cm |  |  |
| 17 | Italia (bandiera)                                 | P  | Agnese Soli              | 1987 | 168 cm |  |  |
| 21 | Italia (bandiera)                                 | C  | Lucia Adele Savatteri    | 2001 | 191 cm |  |  |
| 23 | Italia (bandiera)                                 | P  | Giulia Bongiorno         | 2000 | 172 cm |  |  |
| 25 | Stati Uniti (bandiera)                            | AC | Dearica Hamby            | 1993 | 191 cm |  |  |
| 26 | Italia (bandiera)                                 |    | Marta Barbara Occhipinti | 2002 |        |  |  |
| 30 | Stati Uniti (bandiera)                            | GA | Jessica Kuster           | 1992 | 188 cm |  |  |

| Allenatore                                                                    |
| - Gianni Recupido Vice allenatore: - Ninni Gebbia                             |
| Assistente/i                                                                  |
| - Maurizio Ferrara Legenda - (C) Capitano Roster Aggiornato al: 24 marzo 2019 |

## Mercato

### Sessione estiva
Al ritiro del capitano Lia Valerio, passata ad incarichi societari, ci sono le conferme di Chiara Consolini, Alessandra Formica, Agnese Soli, delle americane Dearica Hamby e Jessica Kuster; inoltre la società ha effettuato i seguenti trasferimenti:
| Acquisti | Acquisti        | Acquisti       | Acquisti   |
| R.       | Nome            | da             | Modalità   |
| -------- | --------------- | -------------- | ---------- |
| GA       | Sabrina Cinili  | Dike Napoli    | definitivo |
| GA       | Laura Gatti     | giovanili      | definitivo |
| AC       | Jillian Harmon  | Dike Napoli    | definitivo |
| C        | Alina Crăciun   | CSU Alba Iulia | definitivo |
| P        | Angela Gianolla | San Martino    | definitivo |

| Cessioni | Cessioni        | Cessioni        | Cessioni       |
| R.       | Nome            | a               | Modalità       |
| -------- | --------------- | --------------- | -------------- |
| PG       | Gaia Gorini     | Reyer Venezia   | fine contratto |
| G        | Lia Valerio     | -               | ritiro         |
| A        | Laura Spreafico | Pall. Broni     | fine contratto |
| A        | Maria Miccoli   | Vigarano        | fine contratto |
| AC       | Astou Ndour     | Cukurova Mersin | fine contratto |

### Sessione invernale
| Acquisti | Acquisti     | Acquisti           | Acquisti   |
| R.       | Nome         | da                 | Modalità   |
| -------- | ------------ | ------------------ | ---------- |
| PG       | Nicole Romeo | Canik Belediyespor | definitivo |

| Cessioni | Cessioni | Cessioni | Cessioni |
| R.       | Nome     | a        | Modalità |
| -------- | -------- | -------- | -------- |

## Risultati

### Coppa Italia

#### Quarti di finale
| Arbitri: | Alberto Scrima (Catanzaro) Stefano Wassermann (Trieste) Simone Patti (Siracusa) |

|           |          |                         |
| Kuster 22 | Punti    | 20 Raková               |
| Harmon 5  | Assist   | 5 Bocchetti, Fitzgerald |
| Kuster 10 | Rimbalzi | 8 Bolden                |

#### Semifinali
| Arbitri: | Gianluca Gagliardi (Napoli) Marco Pierantozzi (Brescia) Andrea Longobucco (Brescia) |

|          |          |                  |
| Romeo 22 | Punti    | 18 Gruda         |
| Hamby 3  | Assist   | 3 Dotto, Quigley |
| Hamby 13 | Rimbalzi | 13 Gruda         |

#### Finale
| Arbitri: | Valerio Salustri (Roma) Alberto Scrima (Catanzaro) Marco Catani (Pescara) |

|                        |          |             |
| Hamby 26               | Punti    | 13 Williams |
| Hamby, Harmon, Romeo 3 | Assist   | 4 Williams  |
| Hamby 14               | Rimbalzi | 5 Panzera   |

## Statistiche
Campionato (stagione regolare e play-off)
| Giocatrice               | Partite | PG | Minuti | Punti | Tiri da due | Tiri da due | Tiri da due | Tiri da tre | Tiri da tre | Tiri da tre | Tiri liberi | Tiri liberi | Tiri liberi | Rimbalzi | Rimbalzi | Rimbalzi | Palle | Palle | Stoppate | Stoppate | Assist | Falli | Falli | Val. |
| Giocatrice               | Partite | PG | Minuti | Punti | R           | T           | %           | R           | T           | %           | R           | T           | %           | D        | O        | T        | P     | R     | S        | D        | Assist | F     | S     | Val. |
| ------------------------ | ------- | -- | ------ | ----- | ----------- | ----------- | ----------- | ----------- | ----------- | ----------- | ----------- | ----------- | ----------- | -------- | -------- | -------- | ----- | ----- | -------- | -------- | ------ | ----- | ----- | ---- |
| Bongiorno Giulia         | 23      | 12 | 76     | 17    | 4           | 10          | 40          | 2           | 9           | 22          | 3           | 5           | 60          | 3        | 1        | 4        | 4     | 1     | 0        | 0        | 7      | 8     | 6     | 8    |
| Cinili Sabrina           | 31      | 31 | 729    | 201   | 43          | 98          | 44          | 31          | 83          | 37          | 22          | 29          | 76          | 52       | 18       | 70       | 32    | 34    | 1        | 10       | 49     | 54    | 27    | 190  |
| Consolini Chiara         | 31      | 31 | 637    | 205   | 48          | 126         | 38          | 26          | 88          | 30          | 31          | 39          | 79          | 59       | 12       | 71       | 38    | 25    | 1        | 7        | 61     | 30    | 44    | 196  |
| Craciun Alina Andreea    | 1       | 1  | 11     | 2     | 1           | 1           | 100         | 0           | 0           | 0           | 0           | 2           | 0           | 0        | 0        | 0        | 2     | 0     | 0        | 0        | 1      | 3     | 1     | -3   |
| Formica Alessandra       | 31      | 27 | 324    | 81    | 32          | 63          | 51          | 3           | 7           | 43          | 8           | 14          | 57          | 37       | 14       | 51       | 18    | 6     | 2        | 4        | 13     | 29    | 23    | 88   |
| Gatti Laura              | 8       | 5  | 16     | 2     | 1           | 8           | 12          | 0           | 0           | 0           | 0           | 0           | 0           | 0        | 2        | 2        | 3     | 0     | 1        | 0        | 1      | 0     | 0     | -6   |
| Gianolla Angela          | 31      | 29 | 437    | 85    | 20          | 48          | 42          | 13          | 28          | 46          | 6           | 7           | 86          | 26       | 4        | 30       | 44    | 11    | 2        | 0        | 60     | 26    | 27    | 97   |
| Hamby Dearica Marie      | 31      | 31 | 972    | 564   | 228         | 357         | 64          | 5           | 23          | 22          | 93          | 130         | 72          | 235      | 56       | 291      | 80    | 67    | 20       | 16       | 76     | 63    | 117   | 784  |
| Harmon Jillian Christina | 30      | 30 | 983    | 420   | 170         | 358         | 47          | 2           | 16          | 12          | 74          | 97          | 76          | 185      | 54       | 239      | 28    | 51    | 6        | 7        | 72     | 54    | 96    | 572  |
| Kuster Jessica Lynne     | 31      | 31 | 925    | 390   | 111         | 226         | 49          | 32          | 85          | 38          | 72          | 92          | 78          | 121      | 32       | 153      | 60    | 18    | 11       | 8        | 81     | 37    | 98    | 452  |
| Occhipinti Marta Barbara | 1       | 1  | 1      | 0     | 0           | 0           | 0           | 0           | 0           | 0           | 0           | 0           | 0           | 0        | 0        | 0        | 1     | 0     | 0        | 0        | 0      | 0     | 0     | -1   |
| Rimi Giorgia             | 16      | 7  | 16     | 4     | 2           | 3           | 67          | 0           | 3           | 0           | 0           | 0           | 0           | 1        | 0        | 1        | 0     | 0     | 0        | 1        | 0      | 2     | 0     | 0    |
| Romeo Nicole Elaine      | 20      | 20 | 489    | 235   | 33          | 61          | 54          | 44          | 104         | 42          | 37          | 39          | 95          | 38       | 4        | 42       | 36    | 21    | 6        | 1        | 55     | 37    | 62    | 247  |
| Savatteri Lucia Adele    | 5       | 2  | 3      | 0     | 0           | 1           | 0           | 0           | 0           | 0           | 0           | 0           | 0           | 0        | 0        | 0        | 0     | 0     | 1        | 0        | 0      | 0     | 0     | -2   |
| Soli Agnese              | 31      | 28 | 552    | 44    | 11          | 26          | 42          | 5           | 28          | 18          | 7           | 11          | 64          | 29       | 11       | 40       | 25    | 18    | 3        | 0        | 80     | 51    | 17    | 78   |
| Stroscio Beatrice        | 14      | 8  | 30     | 15    | 4           | 5           | 80          | 2           | 4           | 50          | 1           | 5           | 20          | 3        | 0        | 3        | 0     | 0     | 1        | 0        | 1      | 1     | 2     | 12   |